# Game Shakers (1.ª temporada)
A primeira temporada de Game Shakers corresponde a 19 episódios da série de televisão norte-americana Game Shakers. A temporada dá início às primeiras aventuras de Babe, Kenzie, Triple G, Hudson e Double G. Foi ao ar pela Nickelodeon no mês de setembro de 2015 nos Estados Unidos e no mês de fevereiro de 2016 no Brasil.

## Produção
A temporada foi gravada entre os meses de Maio e Dezembro de 2015; foi exibida no mês de setembro de 2015 nos Estados Unidos. Estreou com o episódio especial Sky Whale e fechou a temporada com o episódio especial A Vingança no Tecno Festival. O Episódio foi visto por 1.75 milhões de espectadores.

## Sequência de Abertura
Na abertura da série é tocada a música Drop Dat What, e vários momentos da turma aparece em miniquadrados . No fim é exibida uma cena de Babe, Kenzie, Triple G, Hudson e Double G pulando em uma cama elástica.

## Episódios
| Temporada | Temporada | Episódios | Exibição original      | Exibição original  | Exibição no Brasil      | Exibição no Brasil    |
| Temporada | Temporada | Episódios | Estreia                | Final              | Estreia                 | Final                 |
| --------- | --------- | --------- | ---------------------- | ------------------ | ----------------------- | --------------------- |
|           | 1         | 19        | 12 de setembro de 2015 | 21 de maio de 2016 | 25 de fevereiro de 2016 | 17 de outubro de 2016 |

### 1ª Temporada (2015-2016)
- A temporada possui 22 episódios.
- Cree Cicchino, Madisyn Shipman, Benjamin Flores Jr., Thomas Kuc e Kel Mitchell estão presentes em todos os episódios.
- Nos episódios 14 e 15, Nathan Kress, de iCarly, dirigiu esses episódios, como em Henry Danger.
- No episódio Perdemos o Jogo, é possivel ver que quando o professor de ciências de Babe, Kenzie e Hudson sai da sala, Babe e seus colegas assistem a outra série também criada por Dan Schneider, Drake e Josh.
- A empresa Tekmoto (do episódio Perdidos no Metrô), também participa do episódio A Vingança no Tecno Festival.

| # | #  | Título                                                                                  | Dirigido por  | Escrito por                            | Exibição original                                                     | Código de produção | Audiência (em milhões) |
| --- | -- | --------------------------------------------------------------------------------------- | ------------- | -------------------------------------- | --------------------------------------------------------------------- | ------------------ | ---------------------- |
| 1 | 1  | "Sky Whale (BR)" "Sky Whale (1º Especial de Game Shakers)"                              | Steve Hoefer  | Dan Schneider Jake Farrow              | 12 de setembro de 2015 1 de fevereiro de 2016 25 de fevereiro de 2016 | 101-102            | 1.98                   |
| Depois de criar um aplicativo de jogo chamado Sky Whale para o seu projeto de ciências na Sugar Hill High School (que passa a ser o jogo Número 1), as parceiras de trabalho Babe e Kenzie iniciam uma empresa de jogo chamada Game Shakers com seu amigo Hudson, no Brooklyn. No entanto, o rapper Double G decide processá-las depois de saber que elas usaram sua nova música no jogo com nenhum acordo feito. Isto leva Bunny, Ruthless, Becker, Scottie, e os outros para enfrentarem Babe e Kenzie na Game Shakers. Quando Babe e Kenzie são incapazes de pagar Double G, mesmo depois que ele interrompe sua aula de ciências, ele acaba tomando posse de tudo na empresa, graças a uma ordem judicial que ele tem. A fim de fazer as coisas direito e vendo que Triple G gosta de jogar jogos, Babe e Kenzie contratam Double G como seu sócio e contratam Triple G como consultor de jogos. Na cena final, Double G canta sua nova canção "Drop Dat What" na inauguração de Game Shakers, também com Babe e Kenzie. Estrelas Convidadas: Shel Bailey como Ruthless, Regi Davis como Sr. Sammich, Ray Ford como Becker, Bubba Ganter como Bunny. |    |                                                                                         |               |                                        |                                                                       |                    |                        |
| 2 | 2  | "Jaqueta Sumida, Pombos Caídos (BR)" "Lost Jacket, Falling Pigeons"                     | Russ Reinsel  | Dan Schneider Richard Goodman          | 19 de setembro de 2015 9 de março de 2016 10 de março de 2016         | 104                | 1.945                  |
| Quando Double G dá o dinheiro para Babe e Kenzie pelo sucesso de Sky Whale, Babe compra uma jaqueta nova e Kenzie compra uma melancia quadrada. No entanto, Babe depois perde sua jaqueta no metrô e procura na sala de achados e perdidos da estação de metrô. Enquanto isso, um bando de pombos entra na sede da Game Shakers. Estrelas Convidadas: Shel Bailey como Ruthless, Bubba Ganter como Bunny. |    |                                                                                         |               |                                        |                                                                       |                    |                        |
| 3 | 3  | "Perdemos o Jogo (BR)" "Dirty Blob"                                                     | Adam Weissman | Dan Schneider Sean Gill Jana Petrosini | 26 de setembro de 2015 9 de março de 2016 17 de março de 2016         | 105                | 1.80                   |
| Babe e Kenzie criam um novo jogo chamado Dirty Blob. A equipe engana a professora particular do Triple G, para que ele possa testar o jogo e, mais tarde, Kenzie revela para Double G que Triple G enrolou sua professora. Double G diz a Triple G que se ele fizer mais uma travessura, ele será expulso da Game Shakers e será mandado para um colégio interno, em Utah. No entanto, quando Hudson e Triple G decidem jogar um jogo, e acidentalmente quebram o laptop de Kenzie, juntamente com uma cópia de Dirty Blob, a equipe terá de entrar no escritório de Double G para pegar a última cópia do jogo antes de serem descobertos. Estrelas Convidadas: Sheldon Bailey como Ruthless, Bubba Ganter como Bunny, Regi Davis como o Sr. Sammich. |    |                                                                                         |               |                                        |                                                                       |                    |                        |
| 4 | 4  | "Um Robô Assustador (BR)" "MeGo the Freakish Robot"                                     | Steve Hoefer  | Dan Schneider Jake Farrow              | 3 de outubro de 2015 3 de março de 2016 24 de março de 2016           | 106                | 1.44                   |
| Miles e Sharon, duas pessoas de Robotamus Technologies, uma empresa em Londres, chegam com um robô chamado MeGo. As pessoas da empresa querem que façam um jogo baseado no robô, mas MeGo se obceca por Hudson, e despreza Triple G porque fez Hudson sair com ele e Double G. |    |                                                                                         |               |                                        |                                                                       |                    |                        |
| 5 | 5  | "Tiny Pickles (BR)" "Tiny Pickles"                                                      | Adam Weissman | Dan Schneider Jake Farrow              | 10 de outubro de 2015 3 de março de 2016 17 de março de 2016          | 103                | 1.60                   |
| Os Game Shakers tem um jogo novo pronto chamado Creature Crunch, mas quando vão dizer o nome do jogo no Show da Helen, Double G diz que o nome é Tiny Pickles, um jogo baseado em seu recente sonho maluco. A empresa cria o jogo, mas é muito ruim. Double G, em seguida, revisita O Show da Helen para dizer que Tiny Pickles não é o nome do jogo, mas antes que ele possa falar, Babe, Kenzie, Hudson e Triple G vão ao show e revelam que eles editaram Creature Crunch para Tiny Pickles. Estrelas Convidadas: Yvette Nicole Brown como Helen (de Drake & Josh), Shel Bailey como Ruthless, Matt Bennett como Ele Mesmo (de Victorious), Regi Davis como Sr. Sammich, Bubba Ganter como Bunny. Aparição: Christopher Cane como Rex Shapiro (também de Victorious). |    |                                                                                         |               |                                        |                                                                       |                    |                        |
| 6 | 6  | "O Grande Susto (BR)" "Scared Tripless"                                                 | David Kendall | Dan Schneider Sean Gill Jana Petrosini | 24 de outubro de 2015 17 de março de 2016 4 de abril de 2016          | 108                | 1.67                   |
| 7 | 7  | "O Sumiço do Avião (BR)" "Trip Steals the Jet"                                          | Russ Reinsel  | Dan Schneider Richard Goodman          | 7 de novembro de 2015 30 de março de 2016 31 de março de 2016         | 107                | 1.63                   |
| As crianças pegam o jato particular de Double G para levar os amigos ricos do Triple G, Landru e Pompay. Depois que os pilotos saltam do avião, as crianças devem aterrissar o jato eles mesmos. Quando eles aterrissam o jato, Landru e Pompay dizem a Triple G deixar Babe, Kenzie e Hudson, e sair com eles em vez disso, mas Triple G fica com os Game Shakers e deixa Landru e Pompay. Depois, Babe, Kenzie, Hudson e Triple G, terão de correr para evitar a ira de Double G. Estrelas Convidadas: Shel Bailey as Ruthless, Bubba Ganter as Bunny, Jacob Hopkins como Landru, Jackie Jacobson como Pompay. |    |                                                                                         |               |                                        |                                                                       |                    |                        |
| 8 | 8  | "Perdido no Metrô (BR)" "Lost on the Subway"                                            | David Kendall | Dan Schneider Jake Farrow              | 14 de novembro de 2015 5 de abril de 2016 20 de julho de 2016         | 109                | 1.31                   |
| Os Game Shakers criam um novo jogo chamado Punchy Face, que chega à Tekmoto, uma empresa de jogos que solicita uma reunião com os Game Shakers. Devido a uma parada de táxi, Babe, Kenzie, Triple G e Hudson devem pegar o metrô; no entanto, Hudson esquece as luvas de boxe, então Babe e Kenzie mandam ele e Triple G para pegar de volta as luvas de boxe. Infelizmente, Triple G e Hudson ficam perdidos no metrô, e Double G fica com problemas. Double G vai procurá-los, deixando Babe e Kenzie para enrolar os executivos da empresa Tekmoto. Depois, Babe improvisa fazendo luvas de boxe (um sutiã com pão recheado dentro). A empresa se impressiona e faz um acordo com a Game Shakers. |    |                                                                                         |               |                                        |                                                                       |                    |                        |
| 9 | 9  | "Você Apostou o Bunny (BR)" "You Bet Your Bunny"                                        | Russ Reinsel  | Dan Schneider Richard Goodman          | 21 de novembro de 2015 6 de abril de 2016 1 de agosto de 2016         | 110                | 1.66                   |
| Babe perde para Todd, um garoto competitivo, no Sky Whale. Por si só não é grande coisa: No entanto, uma aposta foi feita que se Babe ganhar, Todd teria que andar de metrô de cueca, e se Todd ganhar, Double G teria dado o Bunny para Todd. Babe, mais tarde, desafia Todd para uma revanche, mas Todd torna mais interessante quando ele muda o desafio para um jogo de briga de galo lutando com dois urso zappers, em que duas pessoas carregam os desafiantes em seus ombros enquanto os desafiantes tentam derrubar uns aos outros. Se Babe ganha, Todd deve retornar Bunny para os abanadores de jogo; no entanto, se o Todd ganhar, Kenzie deve dar Todd sua doninha de bolso. |    |                                                                                         |               |                                        |                                                                       |                    |                        |
| 10 | 10 | "O Reggae de Natal" "A Reggae Potato Christmas"                                         | Steve Hoefer  | Dan Schneider Sean Gill Jana Petrosini | 28 de novembro de 2015 dezembro de 2016 20 de dezembro de 2016        | 111                | 1.60                   |
| Duble G está preparando um Natal especial como batata de Reggae, e os produtores convidam os Game Shakers para participar dele. No entanto, vai tudo errado quando a cabeça do Duble G pega fogo durante o número de abertura. A fim de manter o espectáculo, as crianças fazem nos desenhos que Duble G era suposto para aparecer na. Ruthless e Bunny mais tarde parão Duble G no corredor e colocaram uma toalha na cabeça dele, que coloca o fogo em sua cabeça antes de reacender novamente; no entanto, eles mais tarde encontrem G duplo novamente e transformá-lo de cabeça para baixo e colocou a cabeça na areia, que coloca o fogo novamente. Double G consegue torná-lo no palco, assim como a canção final está começando; Infelizmente, como a música está acabando, a cabeça mais uma vez reacende. |    |                                                                                         |               |                                        |                                                                       |                    |                        |
| 11 | 11 | "Torta Envenenada (BR)" "Poison Pie"                                                    | Russ Reinsel  | Dan Schneider Richard Goodman          | 09 de janeiro de 2016 8 de abril de 2016 6 de setembro de 2016        | 113                | 1.68                   |
| Babe e Kenzie querem fazer as pazes com seu vizinho depois ele ligou e reclamou do barulho que eles fazem na loja. Eles fazem-lhe uma torta, o que faz com que ele adoecer e chamar a polícia neles. Enquanto isso, Duble G e Triple G investigam se o vizinho viu se alguma coisa pode ter causado o médico ficar doente. Amor é obrigado a provar a torta de pêssego para que a polícia vai acreditar que a torta não é contaminada, que deixa Babe assustado no primeiro por causa de um evento desconhecido que a levou a odiar os pêssegos. No entanto, quando ela come a torta Babe completamente esquece seu desagrado de pêssegos e acaba gostando deles. No escritório do doutor, todo mundo aprende que não era a torta que quase matou o médico, mas a urina da tartaruga na água pepino. |    |                                                                                         |               |                                        |                                                                       |                    |                        |
| 12 | 12 | "Os Penetras (BR)" "Party Crashers"                                                     | Adam Weissman | Dan Schneider Jake Farrow              | 16 de janeiro de 2016 7 de abril de 2016 5 de setembro de 2016        | 112                | 1.58                   |
| Babe e planos de Kenzie para pendurar com Mason estão arruinados quando Bunny e Ruthless invadir uma festa de aniversário; Dub usa Hudson para fazer a viagem com ciúmes quando viagem escolhe trabalho sobre sair com ele. |    |                                                                                         |               |                                        |                                                                       |                    |                        |
| 13 | 13 | "Prêmio Poder Feminino (BR)" "The Girl Power Awards"                                    | Adam Weissman | Dan Schneider Jake Farrow              | 23 de janeiro de 2016 10 de maio de 2016 8 de setembro de 2016        | 116                | 1.60                   |
| Babe e Kenzie são convidados para um show de prêmios, e triplo G e Hudson estão tristes que não podem ir, assim que se vestem como meninas. Mais tarde no show de prêmios, Kenzie percebe que os meninos só estão usando isto para conhecer raparigas. Quando Babe e Kenzie empatarem com outro par de meninas para a categoria de novos negócios de meninas, os meninos querem lutar pelo troféu. Babe e Kenzie fazem um plano com as outras garotas e como eles estão prestes a lutar cada um com o outro, mudar de direção e atacar os rapazes. Só então, Double G e seus guarda-costas chegam e duplo G afirma que não é trabalho das meninas para os meninos uma lição, é o trabalho do Bunny e do Ruthless. Notas: - Esse episódio foi o primeiro a ser gravado, depois da estreia de "Sky Whale" nos Estados Unidos |    |                                                                                         |               |                                        |                                                                       |                    |                        |
| 14 | 14 | "Um Emprego para Jimbo (BR)" "A Job for Jimbo"                                          | Nathan Kress  | Dan Schneider Sean Gill Jana Petrosini | 30 de janeiro de 2016 21 de abril de 2016 7 de setembro de 2016       | 115                | 1.80                   |
| Double G está ansioso para fazer um dueto com um cantor lendário chamado Diana DeVane. Em troca desta oferta, ela tem Dougle G Babe, Kenzie e Hudson contratar passo-neto dela Jimbo a trabalhar para eles. Estrelas convidadas: Shel Bailey como implacável, Regi Davis como o Sr. Sammich, Bubba Ganter como coelhinha, Justin Giddings como Jimbo, Indira G. Wilson como Diana DeVane Notas: - Nathan Kress, o Freddie de iCarly dirige esse episódio e o "Explosão de Tubarão" |    |                                                                                         |               |                                        |                                                                       |                    |                        |
| 15 | 15 | "Explosão de Tubarão (BR)" "Shark Explosion"                                            | Nathan Kress  | Dan Schneider Seth Kurland             | 6 de fevereiro de 2016 12 de maio de 2016 15 de setembro de 2016      | 118                | 1.54                   |
| A mãe de Triple G, Jackie, está vindo para levá-lo para ver os fogos de artifício no iate do família; no entanto, dois G tem problemas com ela e se recusa a vê-la, indo como longe a ponto de chamá-la de um monstro e folhas Shakers jogo depois vem lá e assustando as crianças. Mais tarde, quando dois G também quer levar o iate para uma pescaria e descobre que Jackie é também nele, ele torna-se irritada. De acordo com Jackie, no entanto, ambos têm a custódia do iate e quem quiser usá-lo deve e-mail companhia uma semana em avançado. Isto mesmo é confirmado pelo coelho e Ruthless olhando um iPad, mas dois G lança-lo ao mar. Querida surge com um plano assim todos ganham em que Double G, coelho, e Ruthless pode pescar no caminho para os fogos de artifício. Mais tarde, quando dois G descobre que um mega-tubarão que ele ouviu lavado em terra, mais cedo vai explodir, ele insiste que o Capitão leva-los para a ilha do fogo, apesar de um aviso no rádio para ficar pelo menos uma milha de distância, porque o tubarão mega-será preenchido com um monte de dinamite. Quando o Capitão se recusa, duplo G tem Ruthless amarrá-lo e toma conta do barco. Devido ao aumento repentino da velocidade, no entanto, uma asa que Hudson amarrado ao tornozelo do Kenzie antes quando ele tinha que urinar sobe no ar e começa a puxar Kenzie com ele devido a Kenzie, sendo uma prova de roupa. Babe e Bunny conseguem segurá-la no lugar enquanto Triplo G pegou uma faca e corta a asa solta. Isto entristece Hudson quem chama a polícia para relatar um papagaio desaparecido chamado Hank, o que provoca confusão no primeiro quando o operar acredita que ele é uma pessoa real. Enquanto isso, o iate está também perto do raio de explosão e todos estão em perigo, como pedaços de tubarão começam voar para baixo. Toda a gente consegue evitar ou abrigar-se dos pedaços, exceto dois G, que se recusa a se mover. Um pedaço de tubarão percute duplo G na parte de trás da cabeça, causando-lhe a cair na água. Ruthless tenta lançar um dispositivo de flutuação para ele, mas joga-lo longe demais. Jackie-os saltos no e salva no, mas quase empurra apoiá-lo quando ele se recusa a lhe agradecer. No entanto, kite de Hudson aparece e bate G dupla volta para a água, causando a Jackie precisa salvá-lo novamente, já que ela já está molhada. Notas: - Esse episódio também pode ser chamado de "Tubarão Pelos Ares" |    |                                                                                         |               |                                        |                                                                       |                    |                        |
| 16 | 16 | "Nasty Goats (BR)" "Nasty Goats"                                                        | David Kendall | Dan Schneider Seth Kurland             | 20 de fevereiro de 2016 9 de maio de 2016 13 de setembro de 2016      | 114                | 1.68                   |
| Os Game Shakers encontram um hacker que montou seu novo jogo Nasty Goats (Cabra desagradável) , on-line antes que fosse lançado. Eles acham que o hacker vive no Alasca e dar um pulo lá. Eles encontram um rapaz chamado Lance tem invadido o site e ele não vai levá-la para baixo se apanharem um encontro para comer macarrão e queijo com apresentadora local, Sophia Sanchez. Os Game Shakers levá-lo à estação de notícias e Sophia e duplo G flerte. Double G então pousa uma entrevista sobre a notícia e promove cabras desagradável. Eles pedem Sophia para ter um encontro com o Lance e comer macarrão com queijo e ela concorda. Seus planos são frustrados quando Sophia tem que ir o relatório em uma tempestade de neve. Em seguida, quebram vidros do Lance e passar Babe como Sophia, que Lance não podemos ver sem os óculos. Os óculos são então fixos e percebe que é amor. Kenzie então consegue fazer Lance para derrubar o jogo de "Cabras desagradável". Estrelas de convidado: Shel Bailey como Ruthless, Bowen Hilty como Sophia Sanchez, Bubba Ganter como coelhinha, Elisha Henig como Lance, Annie O'Donnell como Nanners |    |                                                                                         |               |                                        |                                                                       |                    |                        |
| 17 | 17 | "Falsa Doença de Babe (BR)" "Babe's Fake Disease"                                       | Steve Hoefer  | Dan Schneider Sean Gill Jana Petrosini | 27 de fevereiro de 2016 13 de maio de 2016 14 de setembro de 2016     | 119                | 1.44                   |
| Kenzie leva Babe para seu jantar de clube codificação no Fooders e Babe se apaixona por Scott mestre de codificação. Eles então flertar e leva-lhes a começar a namorar. Eles vão em um encontro na noite seguinte, e Babe vê que ele não é o tipo dela. Ela remonta ao jogo Shakers, onde, depois de um app previu que Triplo G vai careca quando ele for mais velho, os meninos estão dando-lhe um tratamento para certificar-se que não aconteça. Gata descobre que Scott transferiu para sua aula de ciências para estar mais com ela e quer fingir uma doença para ele vai terminar com ela. No dia seguinte, Babe adormece nas aulas e Kenzie diz-lhes para não acordá-la, porque ela tem "Distúrbio de violência sono", onde se alguém com isto fica acordado, eles vão começar a violência de sono. Scott acorda-la, e ela atira-o para o chão e lança Kenzie fora da janela da sala de aula. Eles então se separaram depois Babe quebra clavícula de Scott. |    |                                                                                         |               |                                        |                                                                       |                    |                        |
| 18 | 18 | "A Difamação (BR)" "The Diss Track"                                                     | Steve Hoefer  | Dan Schneider Richard Goodman          | 5 de março de 2016 11 de maio de 2016 12 de setembro de 2016          | 117                | 1.41                   |
| Double G descobre que seu rival Big vicioso lançou uma faixa de diss em direção a ele. Isso faz com que o duplo G retaliar com o seu próprio diss track, liderando grande vicioso para vir para o Brooklyn para se vingar de dois G, mesmo depois que ele ligou sua gordura de cão com o cão também trazer trouxe. Durante este tempo, dois G é servido pela avó do coelho ao tempo quando Bunny e Ruthless ir em um cruzeiro de cara. Notas: - No Brasil, esse episódio também pode ser chamado de "Faixa Humilhante" |    |                                                                                         |               |                                        |                                                                       |                    |                        |
| 19 | 19 | "A Vingança no Tecno Festival (BR)" "Revenge @ Tech Fest (2º Especial de Game Shakers)" | Mike Caron    | Dan Schneider Jake Farrow              | 21 de maio de 2016 17 de outubro de 2016 28 de outubro de 2016        | 998-60             | 1.73                   |
| Parte 1: Os Game Shakers estão criando um novo jogo que se chama "Octopie" que o polvo tem que entregar Pizza para as pessoas de um prédio e eles fazem a amostra na Tech Fest. No laboratório Robotamus Technologies, os criadores do MeGo estão remontando ele depois que ele caiu do prédio da Game Shakers empurrado pelo Double G, mas ele destrói os criadores dele e lembra da palavra Vingança. Logo na Tech Fest, os Game Shakers descobrem duas garotas que se chamam "Code Girls". Mas o jogo levou MeGo até eles. Então Ruthless, Bunny e seus celulares são colados por MeGo com fita adesiva colorida. Então Double G é arremessado por MeGo vestido de fantasia do "Octopie" em um estilingue. Parte 2: Dub, no hospital, recebe um braço robótico. Depois, Triple G, Hudson e MeGo ficaram frente a frente e MeGo queria vingança. Quando Triple G liga para a Polícia, MeGo com o seu laser no dedo, destrói o Celular dele. Então Babe e Kenzie resgata Triple G e ele fala que MeGo foi com Hudson para Cancún México para não ser pego. Na "Tech Fest", Hudson dentro de um saco e MeGo disfarçado, eles conseguem encontrar Hudson e MeGo então eles vão explodir MeGo com à ajuda das Code Girls para explodir MeGo. No final, MeGo explode e o episódio acaba. Estrelas convidadas: Shel Bailey como Ruthless, Bubba Ganter como Bunny, Dan Gauthier como Dr. Levitz, Bob Glouberman como Dr. Kotch, Molly Jackson como Jenna e Sydney Mikayla como Shelby |    |                                                                                         |               |                                        |                                                                       |                    |                        |

## Elenco e Dublagem
| Personagem  | Dublador          | Dublador         |
| Principais  | Principais        | Principais       |
| ----------- | ----------------- | ---------------- |
| Babe        | Raquel Ferreira   | Bia Menezes      |
| Kenzie      | Margarida Moreira | Lhays Macêdo     |
| Triple G    | Patrícia Andrade  | Lipe Volpato     |
| Hudson      | Adriana Moniz     | Cadu Paschoal    |
| Double G    | Ricardo Monteiro  | Clécio Souto     |
| Recorrentes |                   |                  |
| Bunny       | Desconhecido      | Márcio Dondi     |
| Sr. Sammich | Desconhecido      | Eduardo Borgerth |
| Ruthless    | Desconhecido      | Ronaldo Júlio    |

### Créditos de Dublagem
| Informações         | Portugal     | Brasil                            |
| ------------------- | ------------ | --------------------------------- |
| Direção             | Desconhecido | Renan Ribeiro / Ana Lúcia Menezes |
| Tradução            | Desconhecido | Sandra Brum                       |
| Estúdio de Dublagem | Desconhecido | Audio News                        |